# تپه‌های‌روستای‌ایمرمحمدقلی آخوند
تپه‌های‌روستای‌ایمرمحمدقلی آخوند در شهرستان گنبد کاووس، روستای ایمر محمد قلی آخوند واقع شده و این اثر در تاریخ ۲۲ تیر ۱۳۷۹ با شمارهٔ ثبت ۲۷۳۲ به‌عنوان یکی از آثار ملی ایران به ثبت رسیده است.